# ملولبيات
الملولبيات (الاسم العلمي:†Spiriferida) هي رتبة من عضديات الأرجل تتبع الطائفة المخطمانية.

## التصنيف
- رتيبة †ملولبينات وأشباهها
  - فوق فصيلة †الملولبينات
    - فصيلة †الملولبات
      - جنس †الملولبة